# M/S Midnatsol

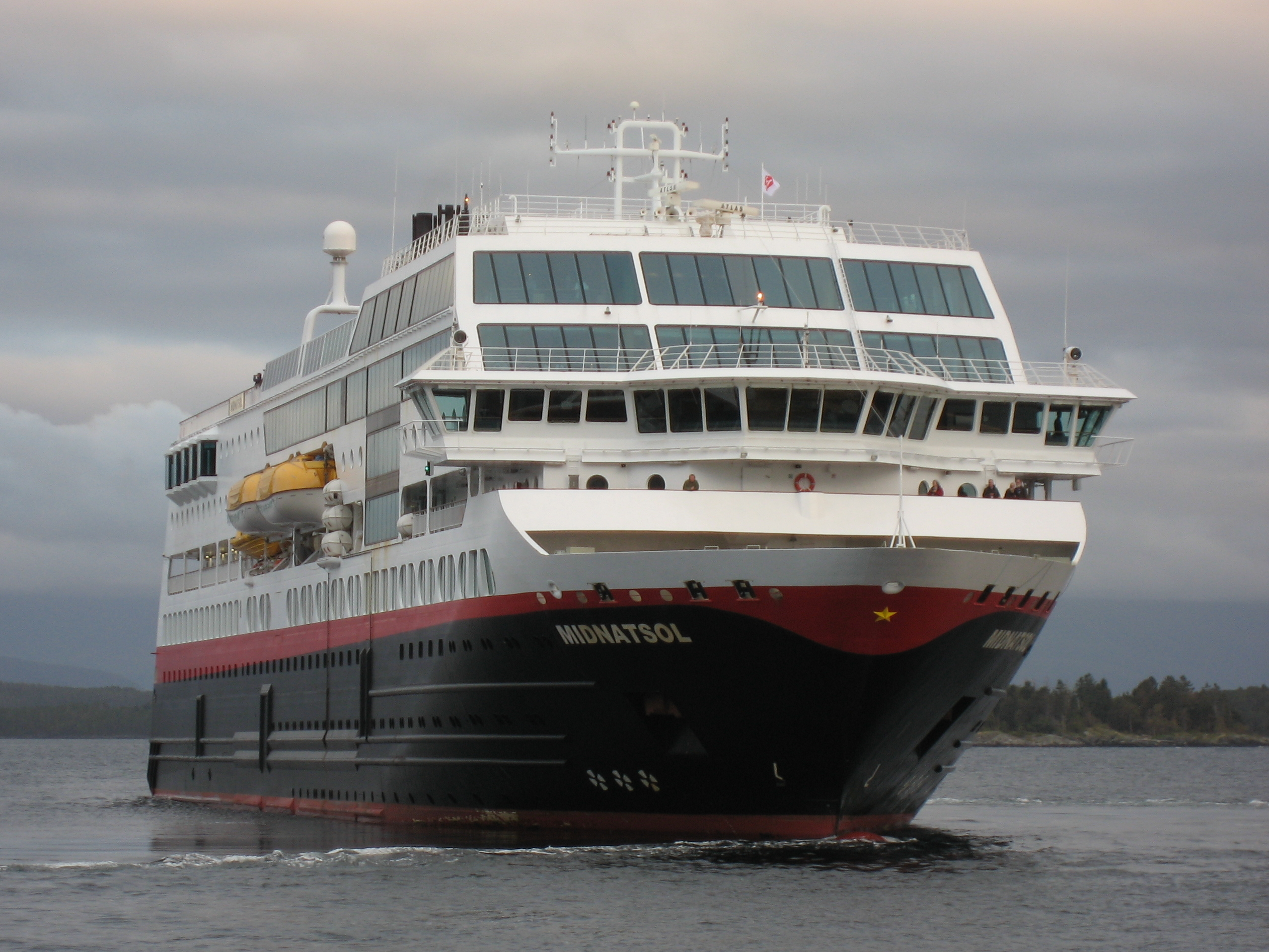
M/S Midnatsol i Molde

MS Midnatsol, under åren 2021–2024 benämnt MS Maud, är ett fartyg på Hurtigruten i Norge, som ägs av rederiet Hurtigruten AS, som levererades av Fosen mekaniske verksted i Rissa 2003. 
Dagens MS Midnatsol är det fjärde hurtigrutefartyget som haft namnet Midnatsol. De tidigare var S/S Midnatsol 1910, M/S Midnatsol 1949 och M/S Midnatsol 1982. De två första tillhörde Det Bergenske Dampskibsselskab, medan M/S Midnatsol från 1982 (senare omdöpt till M/S Lyngen) ägdes av Troms Fylkes Dampskibsselskap.